# Nati nel 1138
| Questa pagina contiene informazioni ricavate automaticamente dalle voci biografiche con l'ausilio del template Bio e di un bot. L'aggiornamento è periodico e automatico e ricostruisce completamente la pagina. Se manca una persona in questa lista, sei pregato di non aggiungerla, ma accertati piuttosto che la sua voce biografica contenga il template Bio e che i dati anagrafici siano correttamente compilati. Se il template Bio manca, inseriscilo tu stesso o, in alternativa, metti l'avviso {{tmp\|Bio}} che ne segnala la mancanza. Se i dati riportati sono sbagliati, correggi direttamente la voce biografica; le modifiche saranno visibili in questa lista entro pochi giorni. Per chiarimenti vedi il progetto biografie. La lista contiene solo le 6 persone che sono citate nell'enciclopedia e per le quali è stato implementato correttamente il template Bio. Pagina aggiornata al 13 gen 2025. |

- Casimiro II di Polonia, sovrano polacco († 1194)
- Conan IV di Bretagna, conte († 1171)
- Michele Coniata, storico e vescovo ortodosso bizantino († 1222)
- Hōjō Tokimasa, politico giapponese († 1215)
- Saladino, sovrano e condottiero curdo († 1193)
- Valero di Bouvignes, religioso belga († 1199)